# Nafi Toure
Nafi Toure (sinh ngày 6 tháng 9 năm 1971) là một tay kiếm người Sénégal. Cô đã tham gia các nội dung sabre cá nhân nữ tại Thế vận hội Mùa hè 2004 và 2008.